# NGC 6032
NGC 6032 is een balkspiraalstelsel in het sterrenbeeld Hercules. Het hemelobject werd op 9 juni 1880 ontdekt door de Franse astronoom Édouard Jean-Marie Stephan.

## Synoniemen
- UGC 10148
- MCG 4-38-16
- ZWG 137.21
- IRAS16008+210
- PGC 56842